# Loxophlebia postflavia
Loxophlebia postflavia là một loài bướm đêm thuộc phân họ Arctiinae, họ Erebidae.